# Kamienica Pod Błogosławionym Jakubem we Wrocławiu
Kamienica Pod Błogosławionym Jakubem – zabytkowa kamienica narożna na wrocławskim Rynku, we wschodniej pierzei tretu u wylotu ulicy Sukiennice. 

## Historia kamienicy

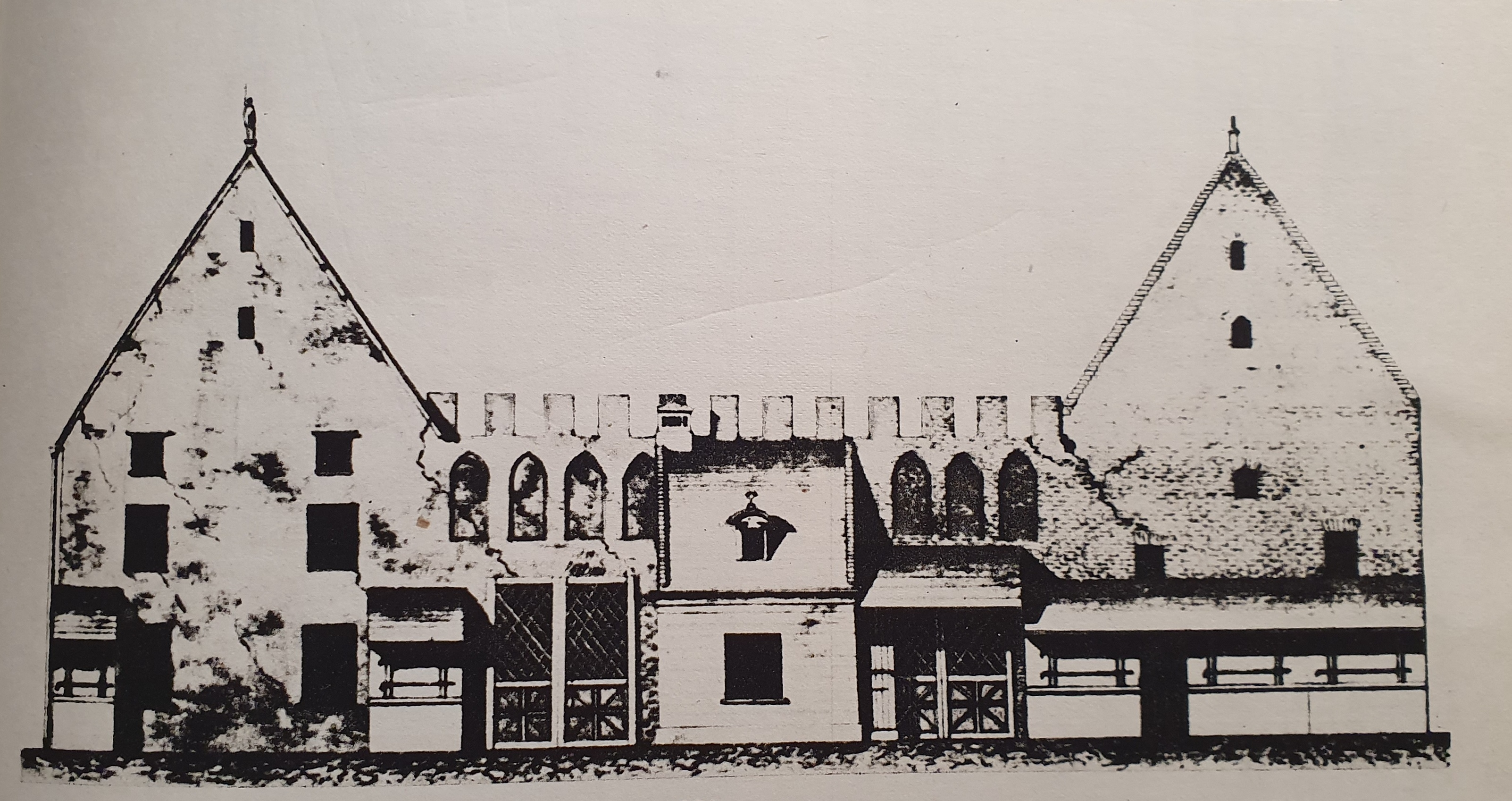
Wschodnia elewacja Sukiennic z 1821 r. z widocznymi blankami, rys. Feist. Budynek z prawej strony znajduje się w miejscu, gdzie jest obecna kamienica Pod Błogosławionym Jakubem

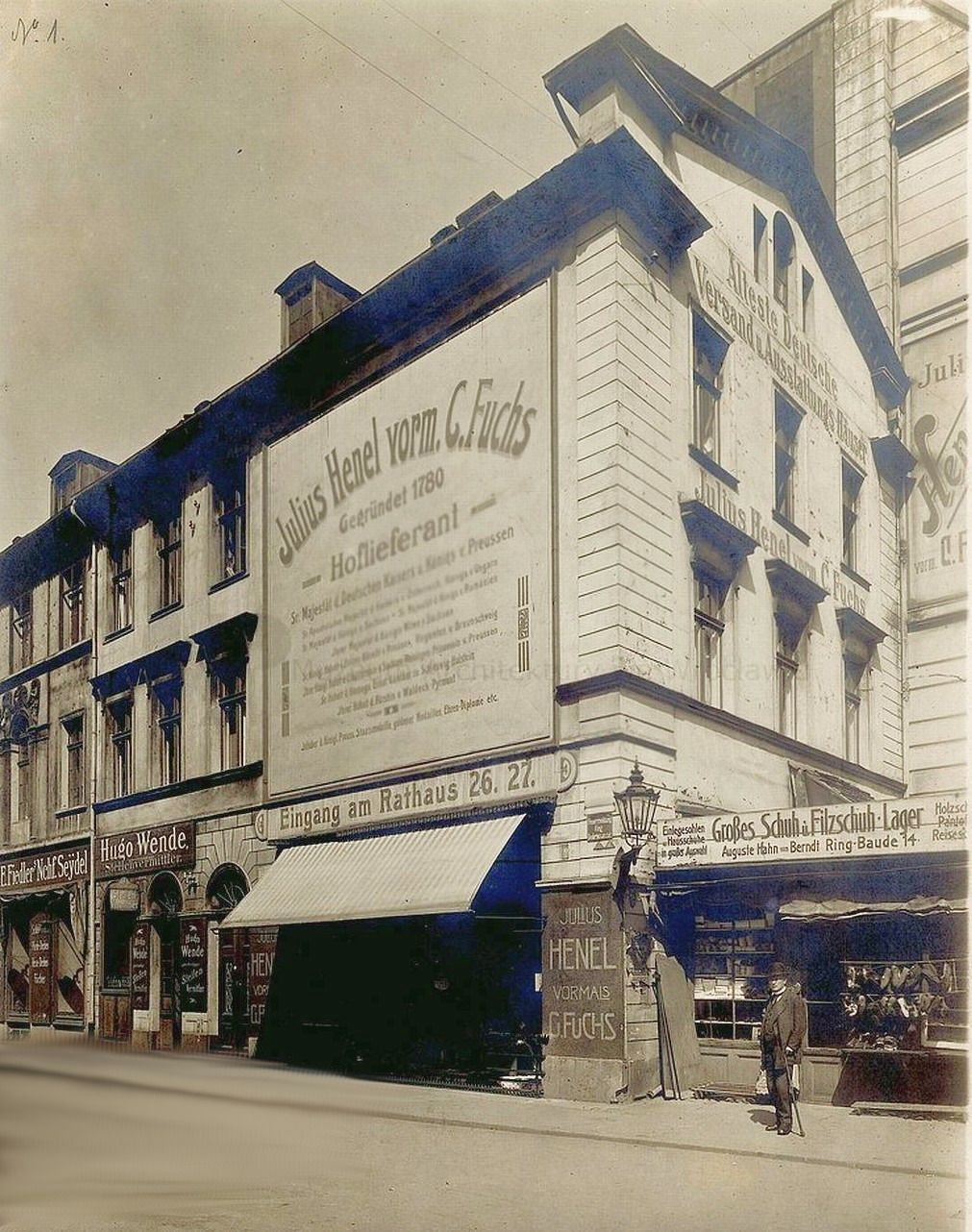
Widok kamienicy ok. 1930 roku

Pierwsza zabudowa we wschodniej części sukiennic została wzniesiona w XIII wieku i były to komory o konstrukcji drewnianej. Komory te nie były podpiwniczone i miały tylko jedną kondygnację. W kolejnych latach drewniane ściany zastępowano murowanymi, a pod komorami budowano piwnice i zakrywano je kolebkowymi sklepieniami. Pierwszy w pełni murowany budynek został wzniesiony w XVI wieku. W 1515 roku, w budynku przy obecnej ulicy Sukiennice 15 zwanym jako kamienica pod Złotym Gronem, otworzono urząd cła a dotychczasowa krajalnia została przeniesiona do Kamienicy Pod Błogosławionym Jakubem. Na początku XVI wieku sukiennice zostały przebudowane, a w 1549 roku wymieniono dach. Budynki miały już dwa piętra i dwukondygnacyjne poddasza. Wschodni wylot Sukiennic, czyli tu gdzie znajdowała się późniejsza kamienica Pod Błogosławionym Jakubem, zakończono dwoma ostrołucznymi bramami, nad którym ustawiono krenelaż; w 1574 zostały one pokryte dekoracją malarską. W 1821 roku Sukiennice zostały rozebrane, a kamienice zostały przebudowane w stylu późnoklasycystycznym według projektu Langhansa lub jego kręgu.      
W 1875 w miejsce kamienic Rynek-Ratusz 25-27 wzniesiono pięciokondygnacyjny dom handlowy Juliusa Henela i C. Fuchsa według projektu mistrza murarskiego E. Blocka. Do 1901 dom handlowy był wielokrotnie rozbudowywany i obejmował również kamienicę Pod Błogosławionym Jakubem, w której znajdował się sklep firmy Pachnicke und Lange handlującej dywanami i wykładzinami. To za sprawą tej firmy, która w 1935 roku chciała przebudować parter budynku i w miejsce dotychczasowych otworów okiennych wprowadzić arkadowe, a w nich zamontować nowoczesne witryny sklepowe, Rudlof Stein z ramienia biura konserwatora zabytków wystosował list do nadburmistrza Wrocławia z prośbą o zainteresowanie się losami klasycystycznej zabudowy przy ulicy Sukiennice (wówczas Elisabethstrasse) oraz zwróceniu uwagi na destrukcyjny i zaburzający całościowe założenie architektoniczne zabudowy Sukiennic działanie firm handlowych, głównie poprzez umieszczanie ogromnych reklam i tworzenie wielkich witryn w elewacji kamienic. W 1936 roku Rudolf Stein zatwierdził projekt przebudowy wschodniej pierzei bloku śródrynkowego, czyli wyburzenia kamienic 25-27 oraz wyburzenie budynku narożnego Pod Błogosławionym Jakubem w celu wyrównania linii w całej pierzei. W ich miejsce miały powstać budynki zbliżone architektonicznie do pozostałych kamienic, a kamienica narożna miała być łącznikiem pomiędzy starymi pomieszczeniami urzędu znajdującymi się w Sukiennicach z nowymi. W 1938 rozpisano konkurs na projekt aranżacji przylegającego do Ratusza bloku śródrynkowego. Do konkursu mogli przystąpić architekci związani z Wrocławiem od stycznia 1938 roku. Konkurs nie przyniósł rozwiązania i nie przyznano pierwszego miejsca, a wyróżnionymi pracami były projekty inżynierów Johannesa Härtela i Wilhelma Beua

## Po 1945
W 1945 roku kamienica uległa wypaleniu. Została odrestaurowana wraz z kamienicami 25-27 w latach 1955-1960. Kamienica została odrestaurowana w formie klasycyzującej jako trzykondygnacyjny budynek narożny z trzema osiami od strony wschodniej i sześcioma osiami od strony ulicy Sukiennice, przy czym we wschodniej osi skrajnej okna pierwszego i drugiego piętra są zamurowane. W osi środkowej od frontu znajduje się wejście. Fasada na poziomie parteru jest boniowana; boniowany narożnik sięga do wydatnego gzymsu rozciągającego się pod dachem kalenicowym. Mniejszy gzyms rozdziela pierwszą kondygnację od dwóch pozostałych. Okna na parterze zakończone są półkolistymi łukami, na kolejnych piętrach są prostokątne
Od 1987 roku w kamienicy znajduje się najstarsza w Polsce restauracja wegańska (od 2013 w pełni wegańska).